# SL Alaska
SL Alaska est un navire à passagers d'excursion fluviale, construit en 1883. Retrouvé en état d'épave en 1974, il a subi une longue restauration pour retrouver son état d'origine. Il navigue à nouveau depuis 1987 sous l'égide de la Thames Steamers.
Il est classé bateau historique depuis 1999 par le National Historic Ships UK et au registre du National Historic Fleet.

## Histoire
Alaska a été construit en 1883 à Bourne End par le chantier JS & WJ Horsham et Co. comme bateau de croisière fluviale, pour effectuer des excursions à la journée.  
Il fut ensuite acheté par la société Salter Brothers d'Oxford en 1886. Dès 1887, Alaska fit la liaison entre Oxford et Kingston, aller-retour, célèbre croisière de cinq jours organisée par cette société. Durant cette navigation, les passagers séjournaient dans des hôtels le long de l'itinéraire. Jusqu'à la Seconde Guerre mondiale, Alaska a assuré cette prestation. Il était aussi affrété pour des fêtes et des réceptions privées. 
Au début de la guerre, le bateau a été vendu à la société Jackson Brothers de Putney pour servir de bateau de surveillance, puis a ensuite été revendu à Mears de Twickenham pour opérer sur le parcours entre Richmond et Teddington.  
Puis, le moteur ayant été retiré, Alaska a été vendu aux Sea Scouts de Putney qui ont endommagé la superstructure, vendant le bois de démolition comme du bois de chauffage.  
Vers 1948, la coque a été vendue pour servir de ponton d'amarrage aux bateaux de location à la Medley Boat Station d'Oxford. Lorsqu'il a été redécouvert en 1974, il était quasiment coulé, et servant toujours de ponton d'embarquement pour les bateaux de location.
Alaska a été renfloué et a ensuite passé 12 ans dans le chantier naval de Peter Freebody à Hurley, et restauré entièrement, a repris son aspect initial. Il a même retrouvé son moteur d'origine et a été équipé d'une nouvelle chaudière.
Il a été relancé en 1987 pour servir dans la flotte de Thames Steamers. Il a participé au Jubilé de diamant de la reine Elizabeth en 2012 sur la Tamise.